# Стефан Младенов
Стефан Младенов je бугарски лингвиста и академик. Његов Magnum opus је „Историја бугарског језика”, преведен и објављен на њемачком језику од стране Макса Фасмера. Једини бугарски научник члан Академије наука СССР-а пре Другог светског рата.
Говори савршено на 18 језика и користи укупно 29 језика, укључујући све јужнославенске језике.
Дипломирао је на Високој школи у Софији, на словенској филологији. Специјализовао се за: Беч, Петерсбург, Праг, Париз и Минхен. Руководилац је Одсјека за општу и компаративну индоевропску лингвистику Универзитета у Софији и декан историјско-филолошког факултета.
Члан је више академија у Европи — Пољске академије наука у Кракову (1929), Краљевског колеџа Лондонског универзитета (1929), Славонског института у Прагу (1929), Немачке академије наука у Берлину (1942). Аутор је више од 1100 радова о језичким и књижевно-историјским питањима. Разматрају се питања бугарске дијалектологије, историје и етимологије бугарских и других словенских језика, компаративне и индоевропске лингвистике, питања европских и турских језика.
Косовско-ресавски дијалекат за Младенов је бугарски.